# Bernadette Lafont
Bernadette Lafont (Nîmes, 28 ottobre 1938 – Nîmes, 25 luglio 2013) è stata un'attrice e ballerina francese.

## Biografia
Dapprima danzatrice, Lafont entrò a far parte del corpo di ballo dell'opera di Nîmes, dove fece la conoscenza di Gérard Blain, destinato a diventare suo marito per alcuni anni. A Parigi incontrò François Truffaut, che le offrì il suo primo ruolo cinematografico nel cortometraggio L'età difficile, girato nel 1957. Ben presto Lafont diventò un'attrice simbolo della Nouvelle Vague. Recitò in alcuni film di Claude Chabrol, come Le beau Serge (1958) e Donne facili (1960), fu l'eroina di Mica scema la ragazza! (1972) di François Truffaut, e infine interpretò il ruolo di Maria in La maman et la putain (1973) di Jean Eustache, da molti considerato come l'ultimo frutto importante della Nouvelle Vague.
Negli anni ottanta apparve in numerosi film di Jean-Pierre Mocky, in Gwendoline (1984) di Just Jaeckin e in Sarà perché ti amo? (1985) di Claude Miller, che le valse l'anno dopo il premio César come migliore attrice non protagonista. Si ricorda al teatro ne L'uomo, la bestia e la virtù (L'Homme, la Bête et la Vertu) di Luigi Pirandello nel 1982, messo in scena nell'adattamento televisivo del regista Henri Tisot, trasmesso l'11 aprile 1983 su Antenne 2. Nel 2003 ricevette il Premio César onorario, mentre il 14 luglio 2009 fu insignita del titolo di Cavaliere della Legion d'onore per meriti artistici. Nel 2013 al Bif&st ricevette il Premio Internazionale alla migliore attrice per il film Paulette di Jérôme Enrico.

## Vita privata
Nel 1955, mentre si trovava in vacanza, conobbe l'attore Gérard Blain, e lo sposò all'età di diciotto anni, seguendolo poi a Parigi.
Divorziata da Gérard Blain nel 1959, divenne la compagna dello scultore e cineasta ungherese Diourka Medveczky. Mise al mondo tre figli in tre anni: Elisabetta, Davide e Pauline (1963).
Ella visse allora in campagna e la sua carriera conobbe un vuoto ma ciò fu per lei indifferente poiché ella fece della frase di Jean Cocteau il suo motto: 
(Jean Cocteau)
L'11 agosto 1988 perse la figlia Pauline Lafont, anch'essa attrice, in un incidente di montagna.
Colta da malore il 22 luglio 2013 mentre era in vacanza a Grau-du-Roi, morì tre giorni dopo all'età di 74 anni all'ospedale di Nîmes.

## Filmografia parziale

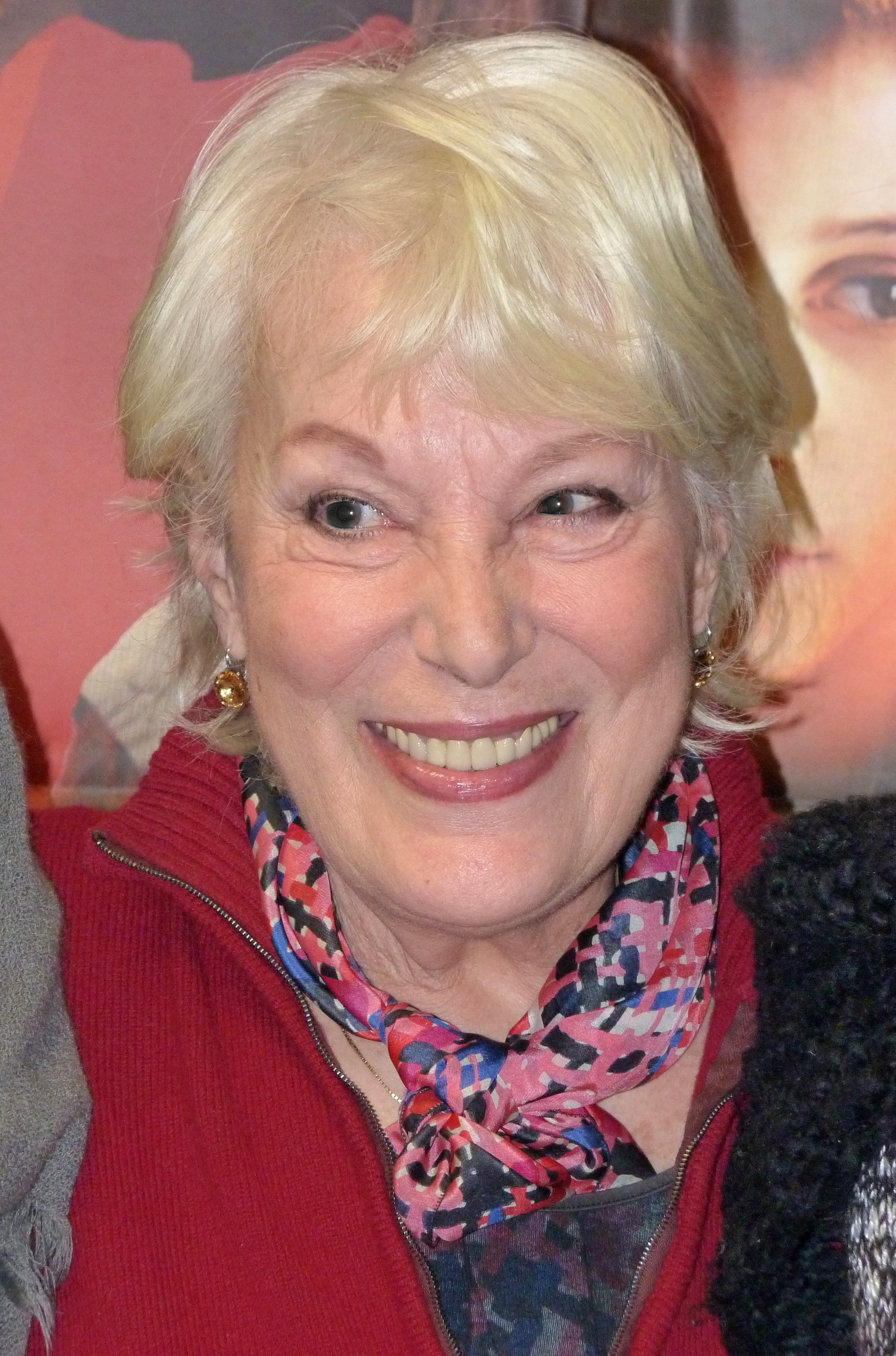
Bernadette Lafont al Festival di Cannes nel 2012

- L'età difficile (Les Mistons), regia di François Truffaut (1958)
- Agli ordini del re (La Tour, prends garde!), regia di Georges Lampin (1958)
- Le beau Serge, regia di Claude Chabrol (1958)
- Minorenni proibite (Bal de nuit), regia di Maurice Cloche (1959)
- A doppia mandata (À double tour), regia di Claude Chabrol (1959)
- Due minuti per decidere (Me faire ça à moi), regia di Pierre Grimblat (1960)
- Le gattine (L'Eau à la bouche), regia di Jacques Doniol-Valcroze (1960)
- Donne facili (Les Bonnes femmes), regia di Claude Chabrol (1960)
- Les Mordus, regia di René Jolivet (1960)
- Le sirene urlano i mitra sparano (Une Grosse tête), regia di Claude de Givray (1961)
- I bellimbusti noto anche con il titolo di Parigi di notte (Les Godelureaux), regia di Claude Chabrol (1961)
- Un clair de lune à Maubeuge, regia di Jean Chérasse (1962)
- I caldi amori (Et Satan conduit le bal), regia di Grisha Dabat (1962)
- X 3 chiama Brigitte (Jusqu'à plus soif), regia di Maurice Labro (1962)
- FBI agente implacabile (Les Femmes d'abord), regia di Raoul André (1963)
- Tous les enfants du monde, regia di André Michel (1964)
- Caccia al maschio (La Chasse à l'homme), regia di Édouard Molinaro (1964)
- L'avatar botanique de Mlle Flora, regia di Jeanne Barbillon (1965)
- Vagone letto per assassini (Compartiment tueurs), regia di Costa-Gavras (1965)
- Per favore, chiudete le persiane (Les Bons vivants), regia di Gilles Grangier e Georges Lautner (1965)
- Sylvérie ou les fonds hollandais, film TV, regia di Michel Ayats (1965)
- Sparate su Stanislao (Pleins feux sur Stanislas), regia di Jean-Charles Dudrumet (1965)
- Je ne sais pas, regia di Gérard Pirès (1966)
- Il ladro di Parigi (Le Voleur), regia di Louis Malle (1966)
- Un idiot à Paris, regia di Serge Korber (1967)
- Marie et le curé, regia di Diourka Medveczky (1967)
- Lamiel, regia di Jean Aurel (1967)
- Un bon petit Jules, mediometraggio, episodio della mini serie TV Max le débonnaire, regia di Gilles Grangier (1967)
- I muri (Falak), regia di András Kovács (1968)
- Il ladro di crimini (Le Voleur des crimes), regia di Nadine Trintignant (1969)
- Alla bella Serafina piaceva far l'amore sera e mattina (La Fiancée du pirate), regia di Nelly Kaplan (1969)
- L'amore è allegro, l'amore è triste (L'Amour c'est gai, l'amour c'est triste), regia di Jean-Daniel Pollet (1969)
- Per amore ho catturato una spia russa (Catch Me a Spy), regia di Dick Clement (1971)
- Out 1, regia di Jacques Rivette (1971)
- Mica scema la ragazza! (Une Belle fille comme moi), regia di François Truffaut (1972)
- Perché mammà ti manda solo? (Trop jolies pour être honnêtes), regia di Richard Balducci (1972)
- La maman et la putain, regia di Jean Eustache (1973)
- L'uomo in basso a destra nella fotografia (Défense de savoir), regia di Nadine Trintignant (1973)
- Colinot l'alzasottane (L'Histoire très bonne et très joyeuse de Colinot Trousse-Chemise), regia di Nina Companeez (1973)
- Permettete signora che ami vostra figlia?, regia di Gian Luigi Polidoro (1974)
- Due prostitute a Pigalle (Zig Zag), regia di László Szabó (1975)
- Caccia al montone (L'ordinateur des pompes funèbres), regia di Gérard Pirès (1976)
- Le Trouble-fesses, regia di Raoul Foulon (1976)
- Violette Nozière, regia di Claude Chabrol (1978)
- Il vizietto dell'onorevole (La Gueule de l'autre), regia di Pierre Tchernia (1979)
- Il ladrone, regia di Pasquale Festa Campanile (1980)
- Canicola (Canicule), regia di Yves Boisset (1983)
- Gwendoline, regia di Just Jaeckin (1984)
- L'Effrontée - Sarà perché ti amo? (L'Effrontée), regia di Claude Miller (1985)
- L'ispettore Lavardin (Inspecteur Lavardin), regia di Claude Chabrol (1986)
- Volto segreto (Masques), regia di Claude Chabrol (1987)
- Una notte in... camera (Une Nuit à l'Assemblée Nationale), regia di Jean-Pierre Mocky (1988)
- Genealogia di un crimine (Généalogies d'un crime), regia di Raúl Ruiz (1997)
- Les Petites Couleurs, regia di Patricia Plattner (2002)
- Prestami la tua mano (Prête-moi ta main), regia di Éric Lartigau (2006)
- La Première Étoile, regia di Lucien Jean-Baptiste (2009)
- Bazar, regia di Patricia Plattner (2009)
- Un gatto a Parigi (Une vie de chat), regia di Jean-Loup Felicioli e Alain Gagnol (2010) - voce
- Le Skylab, regia di Julie Delpy (2011)
- Paulette, regia di Jérôme Enrico (2013)
- Attila Marcel, regia di Sylvain Chomet (2013)

## Doppiatrici italiane
- Aurora Cancian in La Première Étoile, Paulette
- Rita Savagnone in Donne facili
- Flaminia Jandolo in Per amore ho catturato una spia russa
- Solvejg D'Assunta in Mica scema la ragazza!
- Lydia Simoneschi in Il ladrone
- Angiola Baggi in Prestami la tua mano

Da doppiatrice è sostituita da 
- Roberta Gasparetti ne Un gatto a Parigi